# Oakland (automóvel)

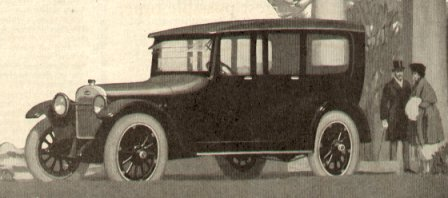
Oakland Motor Car Sensible Six Sedan

Oakland Motor Car Company, sediada em Pontiac, Michigan foi uma antiga divisão da General Motors. Foi extinta em 1926 para dar lugar à Pontiac.